# 沖田守
沖田 守（おきた まもる、1919年11月 - 2012年1月14日）は、日本の通産官僚。通商産業省国際経済部長、中小企業庁次長を経て、東邦亜鉛代表取締役社長や、同社代表取締役会長を務めた。

## 人物
広島県生まれ。1941年高等試験行政科合格。1942年東京商科大学（現一橋大学）卒業、商工省入省。通商産業省通商局参事官、経済企画庁調整局調整課長、通商産業大臣官房審議官等を経て、1964年福岡通商産業局長。1966年通商産業省通商局国際経済部長。1967年中小企業庁次長。
海外経済協力基金理事を経て、1973年東邦亜鉛入社。同社専務、同社社長代行、同社副社長を経て、1979年から代表取締役社長を務めた。1989年同社代表取締役会長。1992年勲三等旭日中綬章受章。2012年老衰のため92歳で死去し、従四位に叙された。